# Усадьба купца Асанова
Уса́дьба купца́ Асса́нова — памятник архитектуры начала XX века в городе Бийске, объект культурного наследия народов России регионального значения, охраняется государством. Единственный на Алтае образец городской усадьбы с ярко выраженными чертами модерна.

## История здания
Проект здания заказал известному томскому архитектору Константину Лыгину, считавшемуся в то время лучшим в Сибири, бийский купец 1-й гильдии Николай Асанов. Здание было возведено в 1914—1915 гг., и до революционных событий в нём проживала семья купца. В декабре 1919 года после занятия Бийска частями Красной Армии здание было национализировано и использовалось как школа, а позднее — городским комитетом коммунистической партии. В 1990 году здание передано историческому отделу Бийского краеведческого музея. В 2019 году здание было отреставрировано.

## Технические решения, планировка
Особняк обладает достаточно оригинальным внешним видом и внутренней планировкой. Главный фасад здания экспонирован на северо-запад. Парадный вход открывается широкой лестницей. Вдоль южного фасада здания расположены большие помещения. Продольным коридор посередине здания делит здания на парадные, более крупные помещения в сторону главного фасада и меньшие — в сторону двора.
Дом первоначально отапливался калориферной системой, впервые применённой на Алтае. В цокольном этаже здания размещался мощный паровой котёл, нагревавший воздух, который шёл в жилые помещения по проложенным в толще стен здания керамическим трубам.